# Coen Flink
 (octobre 2018).
Si vous disposez d'ouvrages ou d'articles de référence ou si vous connaissez des sites web de qualité traitant du thème abordé ici, merci de compléter l'article en donnant les références utiles à sa vérifiabilité et en les liant à la section « Notes et références ».
Coen Flink, né le 24 avril 1932 à Amsterdam et mort le 29 juin 2000 à Blaricum, est un acteur et doubleur néerlandais.

## Carrière
Issu d'une famille d'artiste, il est le fils de l'acteur Richard Flink et de l'actrice Mieke Verstraete. Il est le demi-frère de Annegien, fille de l'acteur Kees Brusse. Il est le beau-fils du réalisateur Willy van Hemert. De 1959 à 2000, il a été l'époux de l'actrice Ellen van Hemert avec qui il a eu 3 enfants (Margje, Jeroen et Jesse). Il est le beau-frère du réalisateur Ruud van Hemert et de l'auteur-compositeur Hans van Hemert. Il est le petit-fils de l'acteur Jules Verstraete. Il est le neveu de l'actrice Jeanne Verstraete et des acteurs Guus Verstraete et Bob Verstraete. Il est le cousin des acteurs Hans Croiset, Jules Croiset et Guus Verstraete jr.. Il est le grand-cousin des acteurs Vincent Croiset et Niels Croiset. Il est le frère cadet de l'actrice Mariëtte Flink (née en 1930).

## Filmographie

### Cinéma et téléfilms
- 1957 : De Vliegende Hollander
- 1967 : Adieu Richard : Clotaire
- 1968 : Struisvogels : Peter
- 1968 : Ritmeester Buat : Ritmeester Buat
- 1970 : De kleine waarheid (nl) : Jos Boswinkel
- 1971 : Karakter : Mr. de Gankelaar
- 1971 : Klatergoud (nl) : Gilles
- 1974 : Pipo de Clown (nl) : Keizer Kalief
- 1975 : Flanagan
- 1977 : Hollands Glorie (nl) : kapitein Sjemonov
- 1978 : Pastorale 1943 (nl) : Hammer
- 1985 : De Appelgaard (nl) : Jan Blom
- 1987 : Havinck (nl) : Bork
- 1988 : Honneponnetje (nl) : Desiderius
- 1988-1990 : Laat maar zitten (nl) : Jack de Noorman
- 1989-1993 : Zeg 'ns Aaa (nl) : Buurman Buys
- 1991-2000 : Oppassen!!! (nl)
- 1991 : Bij nader inzien : Paul
- 1992 : Op afbetaling : Grewestein
- 1993 : De tussentijd : Felix
- 1993 : Kinderen voor Kinderen : Oom Harrie
- 1998 : Het Jaar van de opvolging : Willem Rahusen
- 2001 : Storm in mijn hoofd (nl) : Lucas Bron

### Doublage
- 1937 : Blanche-Neige et les Sept Nains de David Hand : Grumpy
- 1963 : Merlin l'Enchanteur de Wolfgang Reitherman : Sir Ector
- 1967 : Le Livre de la jungle de Wolfgang Reitherman : Baloe
- 1971 : De vrolijke piraten van Schateiland : Capitaine  Silver : Brigadier Dog
- 1972 : Tintin et le Lac aux requins de Raymond Leblanc : Capitaine Haddock
- 1973 : Robin des Bois de Wolfgang Reitherman : Kleine Jan
- 1975 : Trapito : Capitaine Houtpoot
- 1976 : La Flûte à six schtroumpfs de Peyo : Matthijs Voddezak
- 1982 : La Dernière Licorne de Jules Bass et Arthur Rankin Jr. : koning Haggard
- 1985 : Taram et le Chaudron magique de Ted Berman et Richard Rich : De gehoornde koning
- 1986 : Fievel et le Nouveau Monde de Don Bluth : Tijger
- 1987 : Le Vent dans les saules: Meneer Pad
- 1988 : Oliver et Compagnie de	George Scribner : Fagin
- 1994 : Le Roi lion de Roger Allers et Rob Minkoff: Mufasa
- 1997 : Hercule de John Musker et Ron Clements : Zeus